# ساقية الزيت
ساقية الزيت إحدى مدن الجمهورية التونسية، تقع في ولاية صفاقس.
ساقية الزيت قديمة العهد بالإعمار، كما تشهد على ذلك بقايا منشأة رومانية، منها لوحة فسيفسائية معروضة بالمتحف الأثري بصفاقس، ثم جلبها من هناك ويرجع تاريخها إلى القرن الرابع ميلادي.
   ولئن ورثت ساقية الزيت –على ما يبدو- موضعها عن موقعها الروماني ، فقد تكون اشتقت تسميتها من الوادي الذي يخترقها و يسمى وادي الزيت تشبيها لجريانه برقرقة الزيت في انسيابه لضعف انحداره غير أن الرواية الشعبية تختلط مع الواقع فترى أن تسميتها راجعة إلى مطر أفاض الوادي فاقتحم الماء معصارا هناك و حمل السيل الزيت المخزون في الجرار حتى صار لا يرى إلا الزيت فقيل “ساقية الزيت ” و مثل هذه الحوادث وقعت في الماضي وتعرضت لذكرها الوثائق التاريخية.
اشتهرت ساقية الزيت باسم “ساقية تونس” نسبة إلى الطريق الرئيسية التي تخترقها لتصلها بتونس العاصمة.  تتميز ساقية الزيت منذ القديم بثرائها حيث كانت ولا تزال منطقة فلاحية غنية بغراسات الزيتون و معاصر لإنتاج زيت الزيتون فمنها التقليدية و منها العصرية (25 معصرة زيتون). و يعتبر الحاج أحمد بن محمد الزياني أول من بنى معصرة زيتون إلى جانب كوشة و كتاب للتعليم و صهاريج مياه و كان ذلك سنة 1883.
 حافظ أهالي ساقية الزيت على الطابع المعماري المميز لغابة صفاقس و المتمثل خاصة في تواجد الأبراج القديمة ذات النوافذ الصغيرة المرتفعة والأبواب الكبيرة والغرف المتعددة وتخزين المياه بالمواجن . ثم شهدت تطورا سريعا مقارنة ببقية ضواحي صفاقس بفضل  الحركية الاقتصادية الكبيرة عن طريق تواجد العديد من المؤسسات الصناعية ذات أنشطة مختلفة (صناعة الأثاث، الخياطة، الصناعات التقليدية، صناعة الزرابي، صناعة المواد الحديدية، صناعة المواد الغذائية) جعلتها الضاحية الأكثر سكانا و نشاطا في صفاقس.